# Josef Katschner a syn, továrna vaječných a medových výrobků a sušárna zeleniny
Josef Katschner a syn, továrna vaječných a medových výrobků a sušárna zeleniny byla královéhradecká firma, která se od roku 1907 věnovala produkci potravin.

## Historie
Roku 1907 Josef Katschner se svým synem (veřejnými společníky od 1. října 1907) zahájil v Hradci Králové stavbu své továrny na výrobu cukrovinek, nudlí, makaronů a vaječných výrobků - první továrnu na výrobu perníku v Rakousku-Uhersku. Její výstavbu provedl místní stavitel Josef Jihlavec. 24. června 1907 rozhodla městská rada o tom, aby byla žádost továrníka J. Katschnera na zavedení pitné vody do jeho továrny postoupena vodárenskému odboru. Následujícího roku se do Hradce Králové také přistěhoval, protože dosud žil v Polici nad Metují, kde podnikatelsky začínal. Roku 1908 také vystavoval na Pražské průmyslové výstavě. V roce 1909 byla firmě povolena přístavba dílen při tovární budově v bloku V. V září 1911 píchla vosa do jazyka 19letou dělnici. V krátké chvíli nebohé jazyk naběhl a vyplnil těsně všecku dutinu ústní, čímž průdušnice zacpána a než lékař přišel, dívka se zadusila. Následujícího roku byla firma mnohokrát kritizována za nezákonné zaměstnávání dětí a školní mládeže, mnohdy jako stávkokaze.
Výroba těstovin z jeho továrny tehdy pokryla celý domácí trh i export hlavně na Balkán (Bosna a Hercegovina). 9. června 1914 však zemřel Josef Katschner a do čela závodu se postavil jeho syn.
Rozvoj firmy pokračoval i po vzniku Československa a vedle sousední Jitřenky se i ona stala „výstavním stánkem“ hradeckého průmyslu, kterou si prohlédla řada našich i zahraničních delegací, a to i když 27. prosince 1919 zemřel továrník Josef Katschner. V roce 1925 v továrně pracovalo 145 dělníků, 4 úředníci a 1 topič. Tehdy bylo denně vyráběno 500 kg cukrovinek, neapolitánek, kulatých dezertů a miňonek, 800 kg nudlí a makarónů, 400 kg medových koláčů a totéž množství kanditů. Majitel firmy dokázal ustát světovou hospodářskou krizi a uhájit svoji pozici na trhu. V roce 1936 však podaly odbory na firmu trestní oznámení podle vládního nařízení č. 79-1935 pro porušování kolektivních smluv. Okresní úřad v Hradci Králové svolal následně jednání, aby se pokusil o smírné vyřízení této záležitosti.
Firmě se nevyhnula ani častá neštěstí a další problémy. Byly to v prvé řadě požáry, ať již ten, který vypukl 1. dubna 1914 a vyžádal si značné škody, protože voda prosákla stropy a poškodila částečně i zdivo, či oheň 19. února 1916, jenž zachvátil celý zadní trakt továrny a ohrožoval netoliko továrnu, nýbrž i sousední obytná stavení. V červnu 1933 padla za oběť požáru oplatkárna a škoda činila na 150 000 Kč. V prosinci 1937 byla vyloupena firemní pokladna. Ztratilo se z ní 5 000 Kč. Útěchou ale bylo, že celá sedmičlenná tlupa kasařů byla ještě téhož měsíce zatčena. Nezanedbatelný požár postihl továrnu i v noci na 24. září 1940. Lidové noviny z 26. září 1940 o tom napsaly:
„Oheň mezi cukrovím. Hradec Králové. V noci na úterý zpozoroval policista, konající pochůzku v nejživější ulici města, Karlově třídě, že z budovy továrny na cukrovinky a těstoviny firmy Katschner vychází kouř a oknem viděl v dílně šlehat plameny. Policista nejprve vzburcoval obyvatele domu a poté přivolal z nedaleké policejní stanice pohotovost pěti strážníků. Za jejich pomoci se podařilo dvěma minimaxy a vodou uhasit ohnisko požáru mezi dvěma pecemi. Když přijely hasičské sbory z Hradce a sousedního Pražského Předměstí, byl již požár, ohrožující velmi cenné zásoby a tovární zařízení, omezen a za dvě hodiny po vznícení pak úplně uhašen. Oheň mohl nabýt velmi nebezpečného rozsahu, ježto v blízkosti plamenů bylo mnoho dříví, odpadkového papíru a jiných hořlavin.“
Výrobu to však nikdy nezastavilo. Stejně tak různé pracovní úrazy, které vznikaly kvůli vysokému pracovnímu nasazení. Dalším neštěstím byl v říjnu 1941 úraz 21leté dělnice Věry Černášové, která byla při vkládání těsta zachycena válcem stroje a byly jí rozdrceny všechny prsty levé ruky.
V roce 1948 byl podnik znárodněn, a tím jednou provždy zanikl. Provoz byl následně začleněn do národního podniku Perník v Pardubicích.